# 萬加日
萬加日是拉脫維亞的城鎮，位於該國中部的高亞河畔，面積5.1平方公里，鎮上有浸信會和信義宗教堂，2011年人口3,999，其中接近一半居民是俄羅斯人。